# Yamagata Tatsunori
Tatsunori Yamagata (sinh ngày 4 tháng 10 năm 1983) là một cầu thủ bóng đá người Nhật Bản.

## Sự nghiệp câu lạc bộ
Tatsunori Yamagata đã từng chơi cho Albirex Niigata, Albirex Niigata Singapore, Avispa Fukuoka và Tochigi SC.